# خليد (فرع العدين)

تعديل مصدري - تعديل

خليد محلة تابعة لقرية غرابة، التابعة لعزلة المزاحن بمديرية فرع العدين إحدى مديريات محافظة إب في الجمهورية اليمنية، بلغ تعداد سكانها 121 حسب تعداد اليمن لعام 2004.